# Еленія антильська
Еле́нія антильська (Elaenia fallax) — вид горобцеподібних птахів родини тиранових (Tyrannidae). Мешкає на Великих Антильських островах.

## Підвиди
Виділяють два підвиди:
- E. f. fallax Sclater, PL, 1861 — острів Ямайка;
- E. f. cherriei Cory, 1895 — острів Гаїті.

Деякі дослідники виділяють підвид E. f. cherriei у окремий вид Elaenia cherriei.

## Поширення і екологія
Антильські еленії мешкають на островах Ямайці і Гаїті. Вони живуть у гірських і рівнинних вологих тропічних лісах та в чагарникових заростях. Зустрічаються на висоті від 500 до 2000 м над рівнем моря.